# Charles Bigot (ingénieur)
Pour les articles homonymes, voir Charles Bigot et Bigot.
 (novembre 2012).
Si vous disposez d'ouvrages ou d'articles de référence ou si vous connaissez des sites web de qualité traitant du thème abordé ici, merci de compléter l'article en donnant les références utiles à sa vérifiabilité et en les liant à la section « Notes et références ».
Charles André Bigot, né le 29 juillet 1932 à Angers, est un ingénieur et directeur d'entreprise français qui fut - en particulier - PDG d'Arianespace de 1990 à 1997 (entre Frédéric d'Allest, et Jean-Marie Luton).

## Biographie
Charles Bigot entre à l’École Polytechnique en 1952, il étudie également à l’ENSA en 1957, puis au College of Aeronautics de Cranfield en 1958. Il devient ensuite ingénieur en chef de l'Armement et pilote CT (1 000 heures de vol) au sein du Groupe des engins balistiques du Service Technique de l'Aéronautique (STAé) de 1957 à 1960, avant de rejoindre le CNRS en tant que détaché au service d'Aéronomie pour les recherches par fusées-sondes de 1961 à 1963. 
Bigot travaille ensuite de 1963 à 1971 CNES comme ingénieur dans la division satellites, puis directeur de la division lanceurs, et enfin directeur adjoint du centre spatial de Brétigny. De 1971 à 1975, il est directeur du développement à Air Inter ; après une formation en 1973 au Centre de perfectionnement aux affaires, il devient directeur général de Seri-Renault Engineering (service recherche et études industrielles) de 1975 à 1980, puis directeur commercial Espace chez Aérospatiale de 1980 à 1982 et directeur général d’Arianespace de 1982 à 1990. Il devient PDG d’Arianespace en 1990, lors du départ de Frédéric d’Allest et le reste jusqu’à sa retraite en 1997.
Il fait partie des premiers organisateurs (sous la présidence du PDG initial Frédéric d'Allest), DG, PDG, puis Président d'Honneur d'Arianespace. 
Il a également été membre du Groupe Parlementaire sur l'Espace (Sénat-Assemblée Nationale), de l'AAAF et de l’Académie de l’Air et de l’Espace (AAE), administrateur de l'Institut Français d'Histoire de l'Espace et de l’IAA ; et membre de l'Académie nationale de l'air et de l'espace.
En 1996, l'Association des Journalistes Professionnels de l’Aéronautique et de l’Espace (AJPAE) lui décerne le prix Icare.